# Monte Lu
Lushan ou Monte Lu (chinês tradicional: 廬山, chinês simplificado: 庐山, pinyin: Lúshān, Gan: Lu-san, "shan" significa monte em chinês), é um dos centros espirituais da civilização chinesa. Templos budistas e taoístas, junto com marcos do confucionismo onde os mestres mais eminentes ensinaram, misturam-se numa paisagem notavelmente bela, que inspirou artistas incontáveis, que desenvolveram a aproximação estética com a natureza encontrada na cultura chinesa.
Situa-se a sul da cidade de Jiujiang, em Jiangxi, na República Popular da China, perto do lago Poyang. O seu ponto mais alto é o Pico Dahanyang.
Foi declarado Património Mundial da Unesco em 1996.